# Velika kanska džamija
Velika kanska džamija (krimskotatarski: Büyük Han Cami) je islamski vjerski objekt koji se nalazi u Bahčisaraju te je dio Hansaraja.

## Povijest
Velika kanska džamija smještena je na trgu u palači (Hansaraj) istočno od sjevernih vrata. Jedna je od najvećih džamija na Krimu i prva je zgrada izgrađena u Hansaraju. Džamiju je 1532. godine izgradio Sahib I. Geraj, a od 17. stoljeća džamija nosi njegovo ime.
Glavni ulaz u džamiju nalazi se na strani rijeke Čuruk-Su. Fasada s ove strane prethodno je bila obložena mramorom. U blizini istočnog zida džamije, nalazi se abdest (vjersko čišćenje muslimana prije molitve) i šadrvan (fontana). Na zidovima je prikazano nekoliko kaligrafskih natpisa na arapskom jeziku (citati iz Kurana) koji su izrađeni u 18. stoljeću. Natpisi su napravljeni u crnoj i zelenoj pozadini. Isto tako, među kaligrafskim natpisima na zidovima spominje se ime Kirima Geraja, koji je džamiju obnovio.
U džamiji postoje dva minareta s istaknutim krovovima, na čijem se vrhu nalazi brončani polumjesec. Minareti su visoki 28 metara. Unutar minareta nalazi se kameno spiralno stubište. Tornjevi minareta izgrađeni su od kamenih ploča, pričvršćenih olovom.
Godine 1736. džamija je bila oštećena u požaru. Ponovo je obnovljena tijekom vladavine Selameta II. Geraja. Godine 1750. Arslan Geraj osnovao je medresu u dvorištu džamije, koja nažalost danas ne postoji. U sovjetskoj eri, džamija je zatvorena. Gornji dio džamije korišten je za izložbu Muzejske službe za arheologiju, a u donjem djelu je bio lapidarij. Danas je džamija otvorena za vjernike.

## Galerija
- Velika kanska džamija
- Minaret
- Minareti džamije
- Kaligrafski natpisi na zidu
- Kaligrafski natpisi na zidu
- Kaligrafski natpis na zidu u čast Kirima Giraja koji je obnovio džamiju
- Fragment minareta